# Şirin Şükürov
Şirin Ağabala oğlu Şükürov (ur. 8 marca?/21 marca 1910 we wsi Zubowka (później miasto Ali Bajramły, obecnie Szyrwan), zm. 21 września 1987 w Szyrwanie) – radziecki żołnierz, czerwonoarmista, Bohater Związku Radzieckiego (1945).

## Życiorys
Urodził się w azerskiej rodzinie robotniczej. Skończył 7 klas, pracował w spółdzielni spożywców, w czerwcu 1941 został powołany do Armii Czerwonej, od sierpnia 1941 uczestniczył w wojnie z Niemcami. Od 1944 należał do WKP(b). Brał udział w obronie Kaukazu i wyzwalaniu Krymu, został odznaczony medalem za męstwo wykazane w walkach podczas wyzwalania Kerczu. Później uczestniczył w walkach o Rostów nad Donem, Woroneż i wyzwalaniu Białorusi i Polski, był strzelcem 1138 pułku piechoty 339 Dywizji Piechoty 33 Armii 1 Frontu Białoruskiego. Szczególnie wyróżnił się podczas walk na ziemiach polskich w styczniu 1945. 14 stycznia przy przełamywaniu obrony przeciwnika koło miejscowości Siekierka na południowy wschód od Zwolenia pierwszy wdarł się do okopu wroga, zabijając ogniem z automatu i granatami wielu niemieckich żołnierzy; został dwukrotnie ranny, mimo to walczył nadal. Zaraz po opuszczeniu pola walki stracił przytomność od utraty krwi. Po wojnie został zdemobilizowany, wrócił w rodzinne strony, był przewodniczącym sielsowietu (rady wiejskiej).

## Odznaczenia
- Złota Gwiazda Bohatera Związku Radzieckiego (27 lutego 1945)
- Order Lenina (1945)
- Order Wojny Ojczyźnianej I klasy (1985)
- Medal „Za zasługi bojowe” (1944)